# Chisago megye
Chisago megye az Amerikai Egyesült Államokban, azon belül Minnesota államban található. Megyeszékhelye Center City, legnagyobb városa North Branch. Lakosainak száma 56 621 fő (2020. április 1.). Chisago megye Pine, Anoka, Polk, Washington, Burnett, Kanabec és Isanti megyékkel határos.

## Népesség
A megye népességének változása:
| Lakosok száma | 53 932 | 53 754 | 53 481 | 53 761 | 54 293 | 56 621 |
|               | 2010   | 2011   | 2012   | 2013   | 2015   | 2020   |